# تانابه، واکایاما
تانابه در استان واکایاما در کشور ژاپن  واقع شده‌است  که دارای جمعیت ۸۰٬۴۷۸ نفر و مساحت ۱٬۰۲۶٫۷۷ کیلومتر مربع با تراکم جمعیت ۷۸٫۴  نفر در کیلومترمربع است و در تاریخ ۲۰ مه ۱۹۴۲ به عنوان شهر شناخته شد.